# Saulus saga og Nikanors
Saulus saga og Nikanors (o la saga de Saulo y Nicanor) es una de las sagas caballerescas escrita en nórdico antiguo y fechada hacia el siglo XIV. Es una obra donde aparece un inusual número de alusiones bíblicas y de clásicos. Más de un tercio del redactado corresponde a descripciones de batallas. La historia relata las aventuras del príncipe Saulus y sus luchas para lograr casarse con Potenciana, la hermana de su hermano de sangre el Duque Nicanor. El principal rival de Saulus es el pagano y oponente militar Duque Mattheus, quien ayudado por su compañero pagano el Duque Abel, conduce un ejército contra el reino de Nicanor y se llevan consigo a Potenciana. Haciéndose pasar por artistas, Saulus y Nikanor logran liberarla, y montan una campaña militar exitosa para evitar el esfuerzo de Mattheus para capturar de nuevo a la princesa. Saulus se casa con Potenciana en Roma, y los dos héroes gobernarán sus respectivos reinos, hasta su muerte en la vejez.